# Juan David González
Juan David González Escallon (Cali, Valle del Cauca, Colombia; 8 de junio de 1995) es un exfutbolista colombiano. Juega de delantero.

## Clubes
| Club            | País     | Año         |
| --------------- | -------- | ----------- |
| Deportivo Cali  | Colombia | 2014        |
| Real San Andrés | Colombia | 2015        |
| Orsomarso S.C.  | Colombia | 2016        |
| Atlético F.C.   | Colombia | 2017        |
| Bogotá F.C.     | Colombia | 2019        |
| Tauro F.C.      | Panamá   | 2022 - Act. |

## Palmarés

### Torneos nacionales
| Título                | Club           | País     | Año  |
| --------------------- | -------------- | -------- | ---- |
| Superliga de Colombia | Deportivo Cali | Colombia | 2014 |
| Torneo Finalización   | Deportivo Cali | Colombia | 2021 |